# 平正盛
平正盛（？—1121年？），是平安時代後期的武將、平氏中的伊勢平氏當主，也是著名武將、公卿、政治家平清盛的祖父。

## 生平
平正盛在白河上皇行院政時受重用，被任命為檢非違使與追捕使以討伐盗賊。
天仁元年（1108年）發生源義親之亂，平正盛成功鎮壓以勇猛著名的源義親，並以此功績敘任但馬守，但其後有四位自稱「義親」的人繼續叛亂，使他是否真的平息亂局成為疑問。同時代的中御門宗忠在他的日記《中右記》也指出這問題。
保安元年（1120年）任職讚岐守後，史籍再無他的紀錄，一般認為他在次年（1121年）逝世，不過尚有爭議。
| 前任： 平正衡 | 伊勢平氏當主 ？－1121年？ | 繼任： 平忠盛 |